# Af Wingård
af Wingård var en svensk adelsätt.

## Historik
Den äldste kände förfadern var Anders Nilsson Wingård. Han var kyrkoherde i Krokstads pastorat i Bohuslän, Göteborgs stift. Han var gift med N. N. Gunnarsdotter, dotter av mannens företrädare i ämbetet, kyrkoherden Nils Bagge. Han avled 1645 av ett slaganfall.

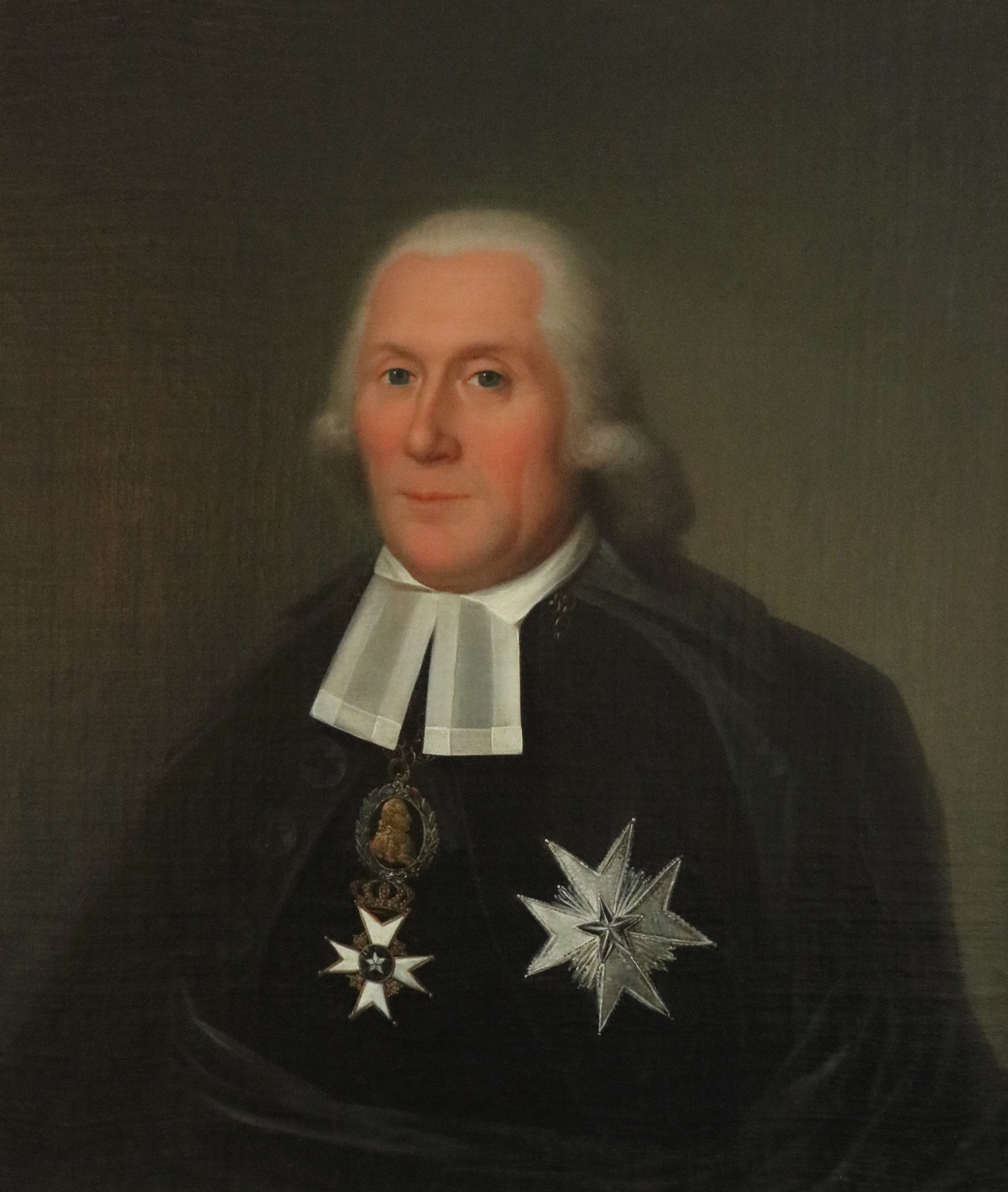
Porträtt av Johan Wingård från ca år 1800 av Johan Ahlberg.

Enligt prosten och författaren Johan Oedmans skrift Chorographia Bahusiensis thet är: Bahus-Läns Beskrifning (1746), föregick hans död av att han på påskmorgonen 1645, då han skulle resa till Hede annexkyrka, sett två trollpackor ridande den ena på hans plogoxe, den andra på en varg samt att, då han på predikstolen samma dag omtalade detta, en stark orkan trängt sig in i kyrkan och han blivit mållös eller fått slag, varav han dog tredje dagen därefter.
Anders Nilsson Wingårds sonsons sonson, Johan Wingård (1738–1818) var biskop och domprost i Göteborgs stift, ledamot av Svenska Akademien och ledamot av Riksdagen för prästeståndet. Dennes barn Carl Fredrik, Johan Didrik och Johanna Helena, adlades 1799 för faderns förtjänst med namnet af Wingård. Ätten introducerades samma år på Riddarhuset med nummer 2159. Bägge sönerna dog barnlösa och slöt därmed själva sina ättegrenar 1851 respektive 1854. Dottern avled 1856, och slöt därmed ätten även på spinnsidan.

## Medlemmar av ätten
- Carl Fredrik af Wingård (1781–1851), ärkebiskop och politiker, medlem av Svenska Akademien
- Johan Didrik af Wingård (1778–1854), ämbetsman och militär